# Lek (przedsiębiorstwo)
Lek – słoweńskie przedsiębiorstwo farmaceutyczne, od 2002 roku należące do koncernu Novartis.
Firma została założona w 1946 roku. W latach 80. XX wieku wiodącym produktem firmy był Amoksiklav, rozwinięto wówczas produkcję surowca do jego wytwarzania – klawulanianu potasu. W 1992 roku przedsiębiorstwo zostało sprywatyzowane i, jako spółka akcyjna, wprowadzone na Giełdę Papierów Wartościowych w Lublanie. W 1998 roku, w miejscowości Prevalje, uruchomiono nową instalację produkującą preparaty oparte na penicylinie. 
W 2001 roku Lek przejął rumuńską firmę Pharma Tech oraz polską spółkę Argon, produkującą leki nasercowe (sorbonit i nitroglicerynę), zlokalizowaną w zakładach w Łodzi i Strykowie. 
W 2002 roku spółka została przejęta przez koncern Novartis, który w 2006 włączył ją do grupy posługującej się marką Sandoz. 